# 구노 후부키
구노 후부키(일본어: 久野 吹雪, 1989년 12월 27일 ~ )는 일본의 여자 축구 선수이다.

## 국가대표팀 경력
그녀는 2013년 알가르브컵에 참가할 일본 국가대표팀에 발탁되었으며, 3월 6일 노르웨이와의 경기에서 데뷔했다.

## 통계
| 일본 | 일본 | 일본 |
| 연도 | 출전 | 득점 |
| ---- | ---- | ---- |
| 2013 | 1    | 0    |
| 통산 | 1    | 0    |